# Daciana Sârbu
Daciana Sârbu (Arad, 15 gennaio 1977) è una politica rumena, membro del Partito Social Democratico e rappresentante della Romania al Parlamento europeo dal 2007 al 2019.
Dal 2014 è stata vicepresidente della Commissione Ambiente e Sanità pubblica del Parlamento europeo e nel 2015 è stata nominata per il gran premio nella categoria "Salute" ai Gala Awards del Parlamento europeo. Daciana Sârbu è la figlia del politico ed ex ministro Ilie Sârbu ed è sposata con il politico Victor Ponta.

## Biografia
Nel 2007 è stata eletta al Parlamento europeo e rieletta nel 2009 nella lista del Partito Social Democratico. Nei primi nove mesi del suo secondo mandato ha partecipato a 36 delle 37 sessioni plenarie. In quel periodo ha elaborato 20 domande durante le sessioni e tre proposte di risoluzioni, è intervenuta 32 volte in Parlamento, ha scritto due affermazioni e preparato nuovi emendamenti. Nel periodo 2009-2014 è stata autrice di cinque relazioni del Parlamento europeo e del Gruppo dei Socialisti europei responsabili di otto casi. Nello stesso periodo ha presentato circa 200 emendamenti alla Commissione per l'Agricoltura e 130 emendamenti alla Commissione Ambiente e della Sanità pubblica. Durante lo stesso mandato, ha contribuito a più di 80 emendamenti al raggiungimento della politica agricola comune dell'Unione europea.
Nel febbraio 2015, Daciana Sarbu è stata candidata a "Deputato dell'anno nel settore della salute" ma non ha ottenuto il premio, che l'anno seguente è andato a un altro eurodeputato dalla Romania, Cristian Buşoi.
A Bruxelles e Strasburgo lavora in qualità di Presidente della Commissione per l'Ambiente, la Sanità pubblica e la Sicurezza alimentare (ENVI), come membro supplente nella Commissione per l'Agricoltura e lo Sviluppo rurale. È vicepresidente del PE dell'Intergruppo per il benessere e la protezione degli animali.
Fin dal suo debutto come euro-osservatore ha concentrato il suo lavoro sull'ambiente ed è stata coinvolta in operazioni su questo tema, sia in Parlamento che nel paese, dove si distingue soprattutto per l'opposizione al progetto minerario della Roşia Montană.
È co-autrice di un'importante risoluzione sulla messa al bando della tecnologia sul cianuro nel settore minerario dell'UE, adottato nel 2010 con un'ampia maggioranza del forum legislativo europeo..
Inoltre l'agricoltura è una delle sue preoccupazioni centrali: nel paese sostiene la promozione dei prodotti tradizionali rumeni e supporta il finanziamento europeo dell'agricoltura per sostenere le piccole aziende agricole, in particolare quelle a conduzione familiare e quelle di produzione biologica.
Nel 2011, come membro della Commissione AGRI, è stato autrice di un rapporto sul riconoscimento del ruolo strategico dell'agricoltura nel garantire la sicurezza alimentare. La relazione, adottata a maggioranza del plenum del PE, chiede entrate dignitose per gli agricoltori, sostegno ai giovani agricoltori e lotta alla speculazione sui mercati agricoli.
Una delle sue priorità è promuovere un'alimentazione sana, in particolare tra i bambini.

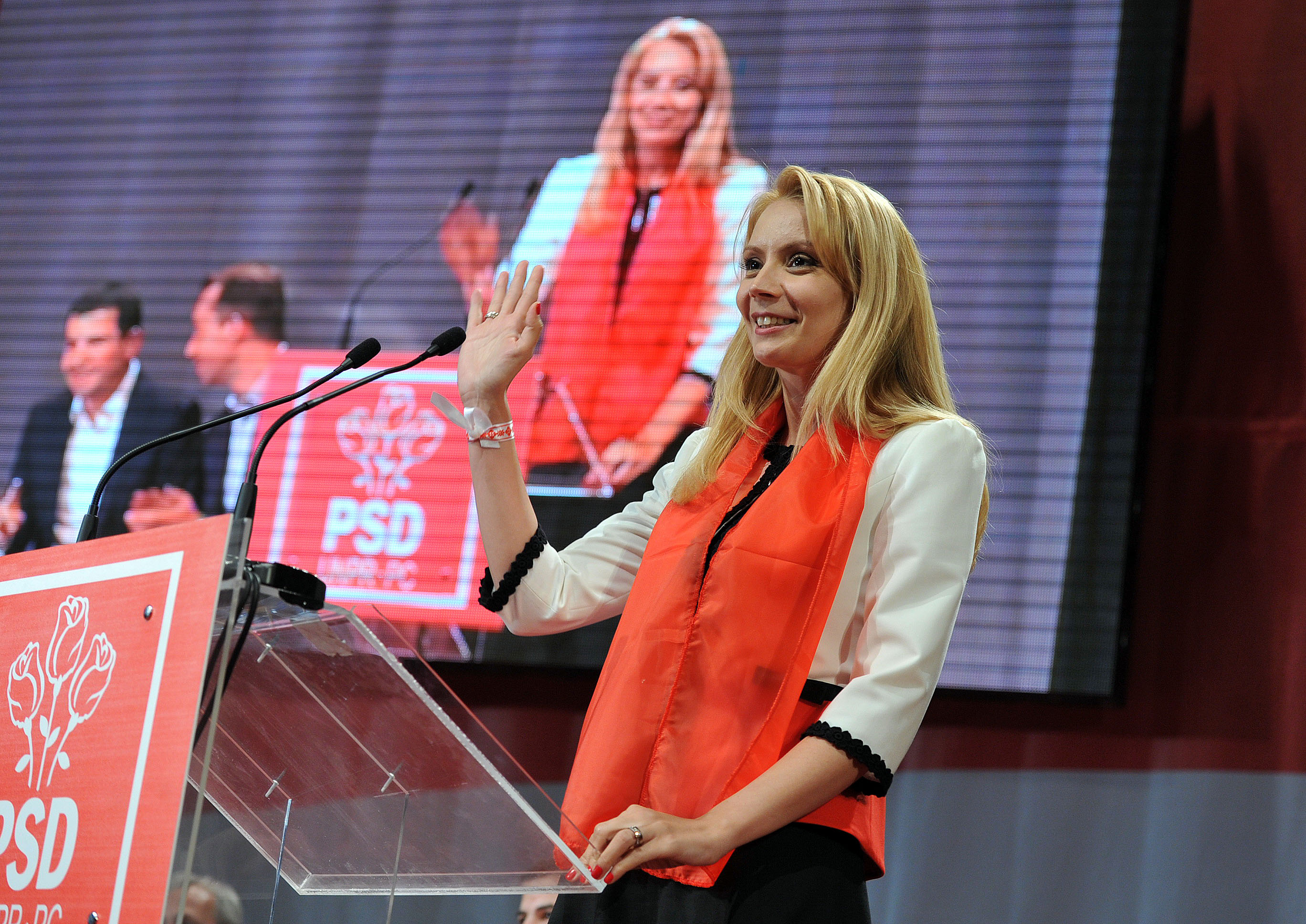
Daciana Sârbu alla riunione elettorale dell'Alleanza PSD-UNPR-PC, Sibiu - 21 maggio 2014.

Nel 2012, il Parlamento europeo ha discusso un rapporto chiave che richiede norme più rigorose sulla produzione e la promozione di alimenti importanti come latte in polvere, preparati a base di cereali o alimenti per particolari esigenze mediche. In qualità di relatore del gruppo S & D, Daciana Sârbu ha stabilito il punto di vista dei socialisti europei in questo caso che contribuisce a una serie di modifiche importanti che sono incluse nel testo finale del rapporto. Successivamente, attraverso il voto in plenaria, il Parlamento europeo ha adottato questo importante quadro legislativo che garantirà ai consumatori l'accesso a informazioni alimentari di migliore qualità e una migliore protezione per i soggetti vulnerabili come i bambini.
Nel gennaio 2017, la Commissione per la sanità pubblica del Parlamento europeo ha adottato i suoi emendamenti per stabilire regole più rigide per proteggere i bambini dalla pubblicità di alimenti malsani: "Queste proposte mirano a regolamentare chiaramente il modo in cui i bambini possono essere esposti agli annunci pubblicitari che promuovono alimenti ricchi di zucchero, grassi e sale", ha affermato la deputata.
Daciana Sârbu è una delle promotrici del coinvolgimento del Parlamento europeo nella regolamentazione del problema del grasso "trans" ed è co-autrice di una risoluzione che chiede l'urgente protezione dei cittadini da questo rischio attraverso la limitazione obbligatoria dei grassi "trans" dagli alimenti trasformati. La proposta è stata adottata dalla Commissione per la Salute pubblica.